# Commonwealth Games 2018/Schwimmen
Bei den Commonwealth Games 2018 in Gold Coast, Australien, wurden vom 5. bis 10. April 2018 im Schwimmen 50 Wettbewerbe ausgetragen, davon je 19 für Männer und Frauen und nochmals je sechs für Männer und Frauen mit Behinderung. Austragungsort war das Gold Coast Aquatic Centre.
Erfolgreichste Nation war mit großem Abstand Australien, das 28 Gold-, 21 Silber- und 24 Bronzemedaillen gewann. England platzierte sich mit neunmal Gold, zehnmal Silber und fünfmal Bronze auf Rang zwei. Mit fünf Goldmedaillen war Mitch Larkin der erfolgreichste Athlet.

## Männer

### 50 m Brust
| Platz | Land | Sportler              | Zeit    |
| ----- | ---- | --------------------- | ------- |
| 1     | RSA  | Cameron van der Burgh | 26,58 s |
| 2     | ENG  | Adam Peaty            | 26,62 s |
| 3     | ENG  | James Wilby           | 27,37 s |

Datum:
9. April 2018

### 100 m Brust
| Platz | Land | Sportler              | Zeit    |
| ----- | ---- | --------------------- | ------- |
| 1     | ENG  | Adam Peaty            | 58,84 s |
| 2     | ENG  | James Wilby           | 59,43 s |
| 3     | RSA  | Cameron van der Burgh | 59,44 s |

Datum:
7. April 2018

### 200 m Brust
| Platz | Land | Sportler     | Zeit        |
| ----- | ---- | ------------ | ----------- |
| 1     | ENG  | James Wilby  | 2:08,05 min |
| 2     | SCO  | Ross Murdoch | 2:08,32 min |
| 3     | AUS  | Matt Wilson  | 2:08,64 min |

Datum:
5. April 2018

### 50 m Freistil
| Platz | Land | Sportler       | Zeit    |
| ----- | ---- | -------------- | ------- |
| 1     | ENG  | Benjamin Proud | 21,35 s |
| 2     | RSA  | Brad Tandy     | 21,81 s |
| 3     | AUS  | Cameron McEvoy | 21,92 s |

Datum:
10. April 2018

### 100 m Freistil
| Platz | Land | Sportler      | Zeit    |
| ----- | ---- | ------------- | ------- |
| 1     | SCO  | Duncan Scott  | 48,02 s |
| 2     | RSA  | Chad le Clos  | 48,15 s |
| 2     | AUS  | Kyle Chalmers | 48,15 s |

Datum:
8. April 2018

### 200 m Freistil
| Platz | Land | Sportler      | Zeit        |
| ----- | ---- | ------------- | ----------- |
| 1     | AUS  | Kyle Chalmers | 1:45,56 min |
| 2     | AUS  | Mack Horton   | 1:45,89 min |
| 3     | SCO  | Duncan Scott  | 1:46,30 min |

Datum:
6. April 2018

### 400 m Freistil
| Platz | Land | Sportler        | Zeit        |
| ----- | ---- | --------------- | ----------- |
| 1     | AUS  | Mack Horton     | 3:43,76 min |
| 2     | AUS  | Jack McLoughlin | 3:45,21 min |
| 3     | ENG  | James Guy       | 3:45,32 min |

Datum:
5. April 2018

### 1500 m Freistil
| Platz | Land | Sportler        | Zeit         |
| ----- | ---- | --------------- | ------------ |
| 1     | AUS  | Jack McLoughlin | 14:47,09 min |
| 2     | WAL  | Daniel Jervis   | 14:48,67 min |
| 3     | AUS  | Mack Horton     | 14:51,05 min |

Datum:
10. April 2018

### 200 m Lagen
| Platz | Land | Sportler     | Zeit             |
| ----- | ---- | ------------ | ---------------- |
| 1     | AUS  | Mitch Larkin | 1:57,67 min (GR) |
| 2     | SCO  | Duncan Scott | 1:57,86 min      |
| 3     | AUS  | Clyde Lewis  | 1:58,18 min      |

Datum:
10. April 2018

### 400 m Lagen
| Platz | Land | Sportler        | Zeit             |
| ----- | ---- | --------------- | ---------------- |
| 1     | AUS  | Clyde Lewis     | 4:13,12 min      |
| 2     | SCO  | Mark Szaranek   | 4:13,72 min      |
| 3     | NZL  | Lewis Clareburt | 4:14,42 min (NR) |

Datum:
6. April 2018

### 50 m Rücken
| Platz | Land | Sportler     | Zeit    |
| ----- | ---- | ------------ | ------- |
| 1     | AUS  | Mitch Larkin | 24,68 s |
| 2     | AUS  | Ben Treffers | 24,84 s |
| 3     | AUS  | Zac Incerti  | 25,05 s |

Datum:
8. April 2018

### 100 m Rücken
| Platz | Land | Sportler         | Zeit    |
| ----- | ---- | ---------------- | ------- |
| 1     | AUS  | Mitch Larkin     | 53,18 s |
| 2     | AUS  | Bradley Woodward | 53,95 s |
| 3     | CAN  | Markus Thormeyer | 54,14 s |

Datum:
6. April 2018

### 200 m Rücken
| Platz | Land | Sportler         | Zeit        |
| ----- | ---- | ---------------- | ----------- |
| 1     | AUS  | Mitch Larkin     | 1:56,10 min |
| 2     | AUS  | Bradley Woodward | 1:56,57 min |
| 3     | AUS  | Josh Beaver      | 1:57,04 min |

Datum:
9. April 2018

### 50 m Schmetterling
| Platz | Land | Sportler     | Zeit    |
| ----- | ---- | ------------ | ------- |
| 1     | RSA  | Chad le Clos | 23,37 s |
| 2     | TTO  | Dylan Carter | 23,67 s |
| 3     | RSA  | Ryan Coetzee | 23,73 s |

Datum:
6. April 2018

### 100 m Schmetterling
| Platz | Land | Sportler     | Zeit         |
| ----- | ---- | ------------ | ------------ |
| 1     | RSA  | Chad le Clos | 50,65 s (GR) |
| 2     | ENG  | James Guy    | 51,31 s      |
| 3     | AUS  | Grant Irvine | 51,50 s      |

Datum:
9. April 2018

### 200 m Schmetterling
| Platz | Land | Sportler     | Zeit             |
| ----- | ---- | ------------ | ---------------- |
| 1     | RSA  | Chad le Clos | 1:54,00 min (GR) |
| 2     | AUS  | David Morgan | 1:56,36 min      |
| 3     | SCO  | Duncan Scott | 1:56,60 min      |

Datum:
7. April 2018

### 4 × 100 m Freistil
| Platz | Land | Sportler                                                                                      | Zeit        |
| ----- | ---- | --------------------------------------------------------------------------------------------- | ----------- |
| 1     | AUS  | Cameron McEvoy James Magnussen Jack Cartwright Kyle Chalmers James Roberts                    | 3:12,96 min |
| 2     | ENG  | David Cumberlidge Benjamin Proud Jarvis Parkinson James Guy Elliot Clogg Cameron Kurle        | 3:15,25 min |
| 3     | SCO  | Duncan Scott Jack Thorpe Kieran McGukin Stephen Milne Craig McLean Scott McLay Daniel Wallace | 3:15,86 min |

Datum:
6. April 2018

### 4 × 200 m Freistil
| Platz | Land | Sportler                                                     | Zeit             |
| ----- | ---- | ------------------------------------------------------------ | ---------------- |
| 1     | AUS  | Alexander Graham Kyle Chalmers Elijah Winnington Mack Horton | 7:05,97 min (GR) |
| 2     | ENG  | Nicholas Grainger Jarvis Parkinson James Guy Cameron Kurle   | 7:08,57 min      |
| 3     | SCO  | Duncan Scott Stephen Milne Mark Szaranek Daniel Wallace      | 7:09,89 min      |

Datum:
8. April 2018

### 4 × 100 m Lagen
| Platz | Land | Sportler | Zeit             |
| ----- | ---- | --- | ---------------- |
| 1     | AUS  | Mitch Larkin Jake Packard Grant Irvine Kyle Chalmers Bradley Woodward Matthew Wilson David Morgan Jack Cartwright | 3:31,04 min (GR) |
| 2     | ENG  | Luke Greenbank Adam Peaty James Guy Benjamin Proud Elliot Clogg James Wilby Jacob Peters David Cumberlidge        | 3:31,13 min      |
| 3     | RSA  | Calvyn Justus Cameron van der Burgh Chad le Clos Brad Tandy Martin Binedell Michael Houlie Ryan Coetzee           | 3:34,79 min      |

Datum:
10. April 2018

## Frauen

### 50 m Brust
| Platz | Land | Sportlerin      | Zeit    |
| ----- | ---- | --------------- | ------- |
| 1     | ENG  | Sarah Vasey     | 30,60 s |
| 2     | JAM  | Alia Atkinson   | 30,76 s |
| 3     | AUS  | Leiston Pickett | 30,78 s |

Datum:
6. April 2018

### 100 m Brust
| Platz | Land | Sportlerin          | Zeit             |
| ----- | ---- | ------------------- | ---------------- |
| 1     | RSA  | Tatjana Schoenmaker | 1:06,41 min (AR) |
| 2     | CAN  | Kierra Smith        | 1:07,05 min      |
| 3     | AUS  | Georgia Bohl        | 1:07,22 min      |

Datum:
9. April 2018

### 200 m Brust
| Platz | Land | Sportlerin          | Zeit             |
| ----- | ---- | ------------------- | ---------------- |
| 1     | RSA  | Tatjana Schoenmaker | 2:22,02 min (AR) |
| 2     | ENG  | Molly Renshaw       | 2:23,28 min      |
| 3     | WAL  | Chloé Tutton        | 2:23,42 min      |

Datum:
7. April 2018

### 50 m Freistil
| Platz | Land | Sportlerin      | Zeit         |
| ----- | ---- | --------------- | ------------ |
| 1     | AUS  | Cate Campbell   | 23,78 s (GR) |
| 2     | AUS  | Bronte Campbell | 24,26 s      |
| 2     | CAN  | Taylor Ruck     | 24,26 s (NR) |

Datum:
7. April 2018

### 100 m Freistil
| Platz | Land | Sportlerin      | Zeit         |
| ----- | ---- | --------------- | ------------ |
| 1     | AUS  | Bronte Campbell | 52,27 s (GR) |
| 2     | AUS  | Cate Campbell   | 52,69 s      |
| 3     | CAN  | Taylor Ruck     | 53,08 s      |

Datum:
9. April 2018

### 200 m Freistil
| Platz | Land | Sportlerin     | Zeit             |
| ----- | ---- | -------------- | ---------------- |
| 1     | CAN  | Taylor Ruck    | 1:54,81 min (GR) |
| 2     | AUS  | Ariarne Titmus | 1:54,85 min      |
| 3     | AUS  | Emma McKeon    | 1:56,26 min      |

Datum:
5. April 2018

### 400 m Freistil
| Platz | Land | Sportlerin     | Zeit                 |
| ----- | ---- | -------------- | -------------------- |
| 1     | AUS  | Ariarne Titmus | 4:00,93 min (GR, AR) |
| 2     | ENG  | Holly Hibbott  | 4:05,31 min          |
| 3     | ENG  | Ellie Faulkner | 4:07,35 min          |

Datum:
10. April 2018

### 800 m Freistil
| Platz | Land | Sportlerin      | Zeit        |
| ----- | ---- | --------------- | ----------- |
| 1     | AUS  | Ariarne Titmus  | 8:20,02 min |
| 2     | AUS  | Jessica Ashwood | 8:27,60 min |
| 3     | AUS  | Kiah Melverton  | 8:28,59 min |

Datum:
9. April 2018

### 200 m Lagen
| Platz | Land | Sportlerin                | Zeit        |
| ----- | ---- | ------------------------- | ----------- |
| 1     | ENG  | Siobhan-Marie O’Connor    | 2:09,80 min |
| 2     | CAN  | Sarah Darcel              | 2:11,14 min |
| 3     | CAN  | Erika Seltenreich-Hodgson | 2:11,74 min |

Datum:
8. April 2018

### 400 m Lagen
| Platz | Land | Sportlerin     | Zeit        |
| ----- | ---- | -------------- | ----------- |
| 1     | ENG  | Aimee Willmott | 4:34,90 min |
| 2     | SCO  | Hannah Miley   | 4:35,16 min |
| 3     | AUS  | Blair Evans    | 4:38,23 min |

Datum:
5. April 2018

### 50 m Rücken
| Platz | Land | Sportlerin     | Zeit    |
| ----- | ---- | -------------- | ------- |
| 1     | AUS  | Emily Seebohm  | 27,78 s |
| 2     | CAN  | Kylie Masse    | 27,82 s |
| 3     | WAL  | Georgia Davies | 27,90 s |

Datum:
10. April 2018

### 100 m Rücken
| Platz | Land | Sportlerin    | Zeit         |
| ----- | ---- | ------------- | ------------ |
| 1     | CAN  | Kylie Masse   | 58,63 s (GR) |
| 2     | AUS  | Emily Seebohm | 58,66 s      |
| 3     | CAN  | Taylor Ruck   | 58,97 s      |

Datum:
7. April 2018

### 200 m Rücken
| Platz | Land | Sportlerin    | Zeit             |
| ----- | ---- | ------------- | ---------------- |
| 1     | CAN  | Kylie Masse   | 2:05,98 min (GR) |
| 2     | CAN  | Taylor Ruck   | 2:06,42 min      |
| 3     | AUS  | Emily Seebohm | 2:06,82 min      |

Datum:
8. April 2018

### 50 m Schmetterling
| Platz | Land | Sportlerin      | Zeit    |
| ----- | ---- | --------------- | ------- |
| 1     | AUS  | Cate Campbell   | 25,59 s |
| 2     | AUS  | Holly Barratt   | 25,67 s |
| 3     | AUS  | Madeline Groves | 25,69 s |

Datum:
8. April 2018

### 100 m Schmetterling
| Platz | Land | Sportlerin        | Zeit         |
| ----- | ---- | ----------------- | ------------ |
| 1     | AUS  | Emma McKeon       | 56,78 s (GR) |
| 2     | AUS  | Madeline Groves   | 57,19 s      |
| 3     | AUS  | Brianna Throssell | 57,30 s      |

Datum:
6. April 2018

### 200 m Schmetterling
| Platz | Land | Sportlerin   | Zeit             |
| ----- | ---- | ------------ | ---------------- |
| 1     | WAL  | Alys Thomas  | 2:05,45 min (GR) |
| 2     | AUS  | Laura Taylor | 2:07,39 min      |
| 3     | AUS  | Emma McKeon  | 2:08,05 min      |

Datum:
9. April 2018

### 4 × 100 m Freistil
| Platz | Land | Sportlerinnen                                                      | Zeit             |
| ----- | ---- | ------------------------------------------------------------------ | ---------------- |
| 1     | AUS  | Shayna Jack Bronte Campbell Emma McKeon Cate Campbell              | 3:30,05 min (WR) |
| 2     | CAN  | Alexia Zevnik Kayla Sanchez Penny Oleksiak Taylor Ruck             | 3:33,92 min      |
| 3     | ENG  | Siobhan-Marie O’Connor Freya Anderson Anna Hopkin Eleanor Faulkner | 3:38,40 min      |

Datum:
5. April 2018

### 4 × 200 m Freistil
| Platz | Land | Sportlerinnen                                                        | Zeit             |
| ----- | ---- | -------------------------------------------------------------------- | ---------------- |
| 1     | AUS  | Emma McKeon Brianna Throssell Leah Neale Ariarne Titmus              | 7:48,04 min (GR) |
| 2     | CAN  | Penny Oleksiak Kayla Sanchez Rebecca Smith Taylor Ruck               | 7:49,66 min      |
| 3     | ENG  | Siobhan-Marie O’Connor Freya Anderson Holly Hibbott Eleanor Faulkner | 7:55,60 min      |

Datum:
7. April 2018

### 4 × 100 m Lagen
| Platz | Land | Sportlerinnen                                              | Zeit             |
| ----- | ---- | ---------------------------------------------------------- | ---------------- |
| 1     | AUS  | Emily Seebohm Georgia Bohl Emma McKeon Bronte Campbell     | 3:54,36 min (GR) |
| 2     | CAN  | Kylie Masse Kierra Smith Penny Oleksiak Taylor Ruck        | 3:55,10 min      |
| 3     | WAL  | Georgia Davies Chloé Tutton Alys Thomas Kathryn Greenslade | 4:00,75 min      |

Datum:
10. April 2018

## Behindertensportler

### 100 m Brust SB8 Männer
| Platz | Land | Sportler       | Zeit        |
| ----- | ---- | -------------- | ----------- |
| 1     | AUS  | Timothy Disken | 1:12,42 min |
| 2     | AUS  | Timothy Hodge  | 1:15,80 min |
| 3     | AUS  | Blake Cochrane | 1:18,75 min |

Datum:
7. April 2018

### 50 m Freistil S7 Männer
| Platz | Land | Sportler        | Zeit    |
| ----- | ---- | --------------- | ------- |
| 1     | AUS  | Matthew Levy    | 28,60 s |
| 2     | RSA  | Christian Sadie | 29,65 s |
| 3     | SIN  | Toh Wei Soong   | 29,83 s |

Datum:
9. April 2018

### 100 m Freistil S9 Männer
| Platz | Land | Sportler       | Zeit    |
| ----- | ---- | -------------- | ------- |
| 1     | AUS  | Timothy Disken | 56,07 s |
| 2     | ENG  | Lewis White    | 56,77 s |
| 3     | AUS  | Brenden Hall   | 57,90 s |

Datum:
6. April 2018

### 200 m Freistil S14 Männer
| Platz | Land | Sportler             | Zeit             |
| ----- | ---- | -------------------- | ---------------- |
| 1     | ENG  | Thomas Barnett Hamer | 1:55,88 min (WR) |
| 2     | AUS  | Liam Schluter        | 1:56,23 min      |
| 3     | AUS  | Daniel Fox           | 1:58,26 min      |

Datum:
5. April 2018

### 200 m Lagen SM8 Männer
| Platz | Land | Sportler        | Zeit        |
| ----- | ---- | --------------- | ----------- |
| 1     | AUS  | Jesse Aungles   | 2:22,86 min |
| 2     | AUS  | Blake Cochrane  | 2:31,25 min |
| 3     | CAN  | Philippe Vachon | 2:32,72 min |

Datum:
8. April 2018

### 100 m Rücken S9 Männer
| Platz | Land | Sportler      | Zeit        |
| ----- | ---- | ------------- | ----------- |
| 1     | AUS  | Brenden Hall  | 1:04,73 min |
| 2     | AUS  | Timothy Hodge | 1:04,99 min |
| 3     | AUS  | Logan Powell  | 1:05,29 min |

Datum:
10. April 2018

### 100 m Brust SB9 Frauen
| Platz | Land | Sportlerin      | Zeit        |
| ----- | ---- | --------------- | ----------- |
| 1     | NZL  | Sophie Pascoe   | 1:18,09 min |
| 2     | AUS  | Paige Leonhardt | 1:18,81 min |
| 3     | AUS  | Madeleine Scott | 1:19,98 min |

Datum:
9. April 2018

### 50 m Freistil S8 Frauen
| Platz | Land | Sportlerin         | Zeit    |
| ----- | ---- | ------------------ | ------- |
| 1     | AUS  | Lakeisha Patterson | 30,14 s |
| 2     | CAN  | Morgan Bird        | 32,03 s |
| 3     | CAN  | Abigail Tripp      | 32,49 s |

Datum:
10. April 2018

### 100 m Freistil S9 Frauen
| Platz | Land | Sportlerin         | Zeit        |
| ----- | ---- | ------------------ | ----------- |
| 1     | AUS  | Lakeisha Patterson | 1:03,02 min |
| 2     | ENG  | Alice Tai          | 1:03,07 min |
| 3     | AUS  | Ellie Cole         | 1:03,36 min |

Datum:
8. April 2018

### 200 m Lagen SM10 Frauen
| Platz | Land | Sportlerin       | Zeit        |
| ----- | ---- | ---------------- | ----------- |
| 1     | NZL  | Sophie Pascoe    | 2:27,72 min |
| 2     | CAN  | Aurelie Rivard   | 2:31,79 min |
| 3     | AUS  | Katherine Downie | 2:31,81 min |

Datum:
7. April 2018

### 100 m Rücken S9 Frauen
| Platz | Land | Sportlerin         | Zeit        |
| ----- | ---- | ------------------ | ----------- |
| 1     | ENG  | Alice Tai          | 1:08,77 min |
| 2     | AUS  | Ellie Cole         | 1:11,51 min |
| 3     | AUS  | Ashleigh McConnell | 1:15,93 min |

Datum:
6. April 2018

### 50 m Schmetterling S7 Frauen
| Platz | Land           | Sportlerin       | Zeit           |
| ----- | -------------- | ---------------- | -------------- |
| 1     | ENG            | Eleanor Robinson | 35,72 s        |
| 2     | CAN            | Sarah Mehain     | 37,69 s        |
| 3     | nicht vergeben | nicht vergeben   | nicht vergeben |

Datum:
5. April 2018

## Medaillenspiegel
| Platz | Land                | Gold | Silber | Bronze | Gesamt |
| ----- | ------------------- | ---- | ------ | ------ | ------ |
| 1     | Australien          | 28   | 21     | 24     | 73     |
| 2     | England             | 9    | 10     | 5      | 24     |
| 3     | Südafrika           | 6    | 3      | 3      | 12     |
| 4     | Kanada              | 3    | 11     | 6      | 20     |
| 5     | Neuseeland          | 2    | —      | 1      | 3      |
| 6     | Schottland          | 1    | 4      | 4      | 9      |
| 7     | Wales               | 1    | 1      | 3      | 5      |
| 8     | Jamaika             | —    | 1      | —      | 1      |
| 8     | Trinidad und Tobago | —    | 1      | —      | 1      |
| 10    | Singapur            | —    | —      | 1      | 1      |